# 巴拉顿凯赖斯图尔
巴拉顿凯赖斯图尔（匈牙利語：Balatonkeresztúr）是匈牙利绍莫吉州所辖的一个村。总面积21.06平方公里，总人口1479，人口密度70.2人/平方公里（2011年1月1日）。